# 청춘의 덫 (1978년 드라마)
《청춘의 덫(靑春의 덫)》은 1978년 8월 19일부터 같은 해 11월 5일까지 방영된 문화방송 주말연속극이며, 출세에만 눈이 어두워 사랑하는 여인을 배신한 비정의 사나이를 통해 물질만능이 빚어낸 삶의 비극과 슬픔을 추적하고, 이 시대를 지배하는 잘못된 가치관을 통렬이 비판하는 멜로 드라마이다.
그 이후 이듬해에 영화화를 거쳐서 20년이 지난 후 1999년 SBS를 통해 SBS 드라마 스페셜로 청춘의 덫이 리메이크 되었다.

## 방송 시간
| 방송 채널 | 방송 기간                   | 방송 시간                          |
| --------- | --------------------------- | ---------------------------------- |
| MBC TV    | 1978년 8월 19일 ~ 10월 15일 | 매주 주말 저녁 7시 30분 ~ 8시 15분 |
| MBC TV    | 1978년 10월 21일 ~ 11월 5일 | 매주 주말 저녁 7시 20분 ~ 8시 5분  |

## 등장 인물

### 주요 인물
- 이효춘(서윤희)
- 이정길(강동우)
- 박근형(노영국)
- 김영애(노영주)

### 그 외 인물
- 김무생(노 회장)
- 정혜선, 남능미, 임예진, 이성자, 한미영, 김소원, 박영태

## 결방 사유(1978년)
- 9월 16일 : 특집 한가위 큰잔치 방송으로 결방
- 10월 28일 : 1978년 10대 가수 가요제 방송으로 결방

## 참고 사항
- 9월 칼을 빼어든 언론윤리위원회는 “결혼식도 올리지 않은 채 동거, 5세 된 아이까지 두고 있는 등 무분별한 남녀관계를 다룸으로써 가정생활이나 혼인제도의 순결성을 해칠 우려가 많은 드라마”라고 단정 짓고 “남주인공이 가난하고 불쌍한 여주인공을 버리고 사장 딸에게 접근하는 등 배금사상을 자극하고 있다.”며 대본 수정을 요구했다.[2]
- 방영 당시 높은 시청률을 기록하였으나 미혼모 문제 등의 반인륜적인 내용으로 국민의 정서와 풍속에 맞지 않는다는 이유로, 세 차례나 결방하는 등 우여곡절 끝에24부작에서 20부작으로 조기종영되었다.

## 같이 보기
- 《청춘의 덫》 (리메이크작, 1999년, SBS)